# Michael McIntyre (Segler)
Michael Mackay „Mike“ McIntyre, MBE (* 29. Juni 1956 in Glasgow) ist ein ehemaliger britischer Segler aus Schottland.

## Erfolge
Michael McIntyre startete bei den Olympischen Spielen 1984 in Los Angeles im Finn-Dinghy und beendete die Regatta auf dem siebten Platz. Bei den Olympischen Spielen 1988 in Seoul nahm er mit Bryn Vaile in der Bootsklasse Star teil. Mit zwei Siegen in insgesamt sieben Wettfahrten und 45,7 Gesamtpunkten schlossen sie die Regatta mit 2,3 Punkten vor den US-Amerikaner Mark Reynolds und Hal Haenel sowie Nelson Falcão und Torben Grael aus Brasilien ab, womit sie Olympiasieger wurden. Vier Jahre zuvor hatte McIntyre bereits in Władysławowo den Europameistertitel im Finn-Dinghy gewonnen. Dreimal wurde er im Finn auch britischer Meister.
Für seinen Olympiaerfolg wurde er zum Member des Order of the British Empire ernannt. Seine Tochter Eilidh McIntyre wurde bei den Olympischen Spielen 2020 in Tokio in der 470er Jolle ebenfalls Olympiasiegerin.